# Test de Jarque-Bera
En estadística, la prueba de Jarque-Bera es una prueba de bondad de ajuste para comprobar si una muestra de datos tiene la asimetría y la curtosis de una distribución normal. La prueba recibe el nombre de Carlos Jarque y Anil K. Bera.
La prueba estadística JB se define como:
{\displaystyle {\mathit {JB}}={\frac {n}{6}}\left(S^{2}+{\frac {1}{4}}(K-3)^{2}\right)}
donde n es el número de observaciones (o grados de libertad en general); S es la asimetría de la muestra, K la curtosis de la muestra :
{\displaystyle S={\frac {{\hat {\mu }}_{3}}{{\hat {\sigma }}^{3}}}={\frac {{\frac {1}{n}}\sum _{i=1}^{n}(x_{i}-{\bar {x}})^{3}}{\left({\frac {1}{n}}\sum _{i=1}^{n}(x_{i}-{\bar {x}})^{2}\right)^{3/2}}},}
{\displaystyle K={\frac {{\hat {\mu }}_{4}}{{\hat {\sigma }}^{4}}}={\frac {{\frac {1}{n}}\sum _{i=1}^{n}(x_{i}-{\bar {x}})^{4}}{\left({\frac {1}{n}}\sum _{i=1}^{n}(x_{i}-{\bar {x}})^{2}\right)^{2}}},}
donde {\displaystyle {\hat {\mu }}_{3}} y {\displaystyle {\hat {\mu }}_{4}} son las estimaciones de los momentos centrales tercer y cuarto, respectivamente, {\displaystyle {\bar {x}}} es la media de la muestra y {\displaystyle {\hat {\sigma }}^{2}} es la estimación del segundo momento central, la varianza.
El estadístico de Jarque-Bera se distribuye asintóticamente como una distribución chi cuadrado con dos grados de libertad y puede usarse para probar la hipótesis nula de que los datos pertenecen a una distribución normal. La hipótesis nula es una hipótesis conjunta de que la asimetría y el exceso de curtosis son nulos (asimetría = 0 y curtosis = 3). La prueba se puede utilizar en Modelos de Regresión para probar la hipótesis de Normalidad de los residuos. Para ello se utilizan los residuos estimados obtenidos por mínimos cuadrados. Los puntos críticos para muestras pequeñas se pueden calcular vía Monte Carlo.